# A Change of Heart (film 1909)
A Change of Heart è un cortometraggio muto del 1909 diretto da David W. Griffith. Prodotto e distribuito dalla Biograph Company, il film uscì nelle sale il 14 ottobre 1909.

## Trama
Howard Norris, ricco e viziato, passa il tempo coi suoi amici, scioperati quanto lui, che si approfittano di Howard e del suo denaro. Le loro principali occupazioni sono il bere e il correre in macchina. Un giorno, in campagna, Howard conosce una bella ragazza che lo affascina con la sua innocenza. L'uomo la circuisce e le promette di sposarla. Quando lei acconsente, il giovane progetta l'inganno di un falso matrimonio aiutato dai suoi compagni che organizzano una finta cerimonia di nozze con un falso pastore. Il padre della ragazza, non vedendo rientrare la figlia, va a cercarla. Al Caffè, ritrovo della compagnia di Howard, sente la storia e scopre la verità. Con il cuore spezzato, giura di uccidere il mascalzone che gli ha rovinato la figlia. La ragazza, intanto, viene a sapere del falso matrimonio e, a piedi, decide di tornare a casa. Se ne è appena andata, che Howard è raggiunto da sua madre: le parole della donna lo inducono a considerare il suo comportamento, facendolo pentire di ciò che ha fatto. In auto, raggiunge la ragazza e la convince ad accompagnarlo, questa volta sul serio, da un vero pastore.

## Produzione
Il film fu prodotto dalla Biograph Company e fu girato a Greenwich nel Connecticut.

## Distribuzione
Distribuito dalla Biograph Company, il film - un cortometraggio di un rullo - uscì nelle sale cinematografiche statunitensi il 14 ottobre 1909.